# 特拉法加角

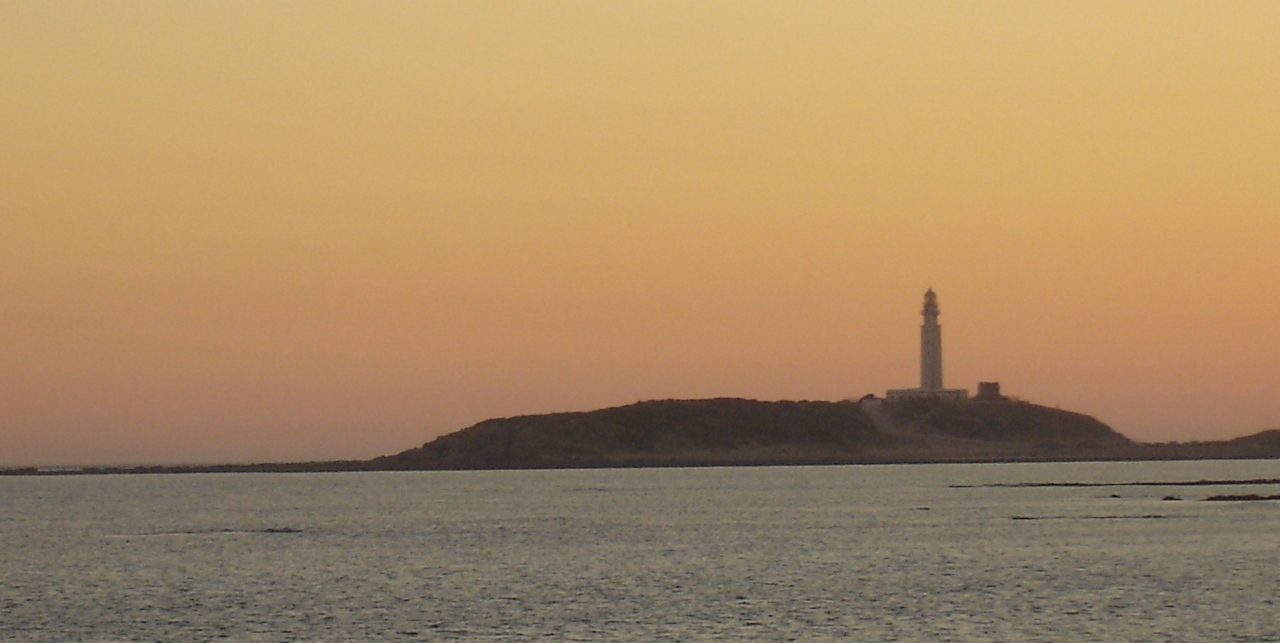
特拉法加角

36°11′N 6°2′W / 36.183°N 6.033°W
特拉法加角（西班牙語：Cabo Trafalgar）是位於西班牙西南部，加的斯東方約80公里處的岬角。1805年10月21日，英國艦隊擊敗法西聯合艦隊的特拉法加海戰的發生地。
该海岬的名字来自于阿拉伯语‎（Taraf al-Gharb），意为“西方海角”或“西方之角”

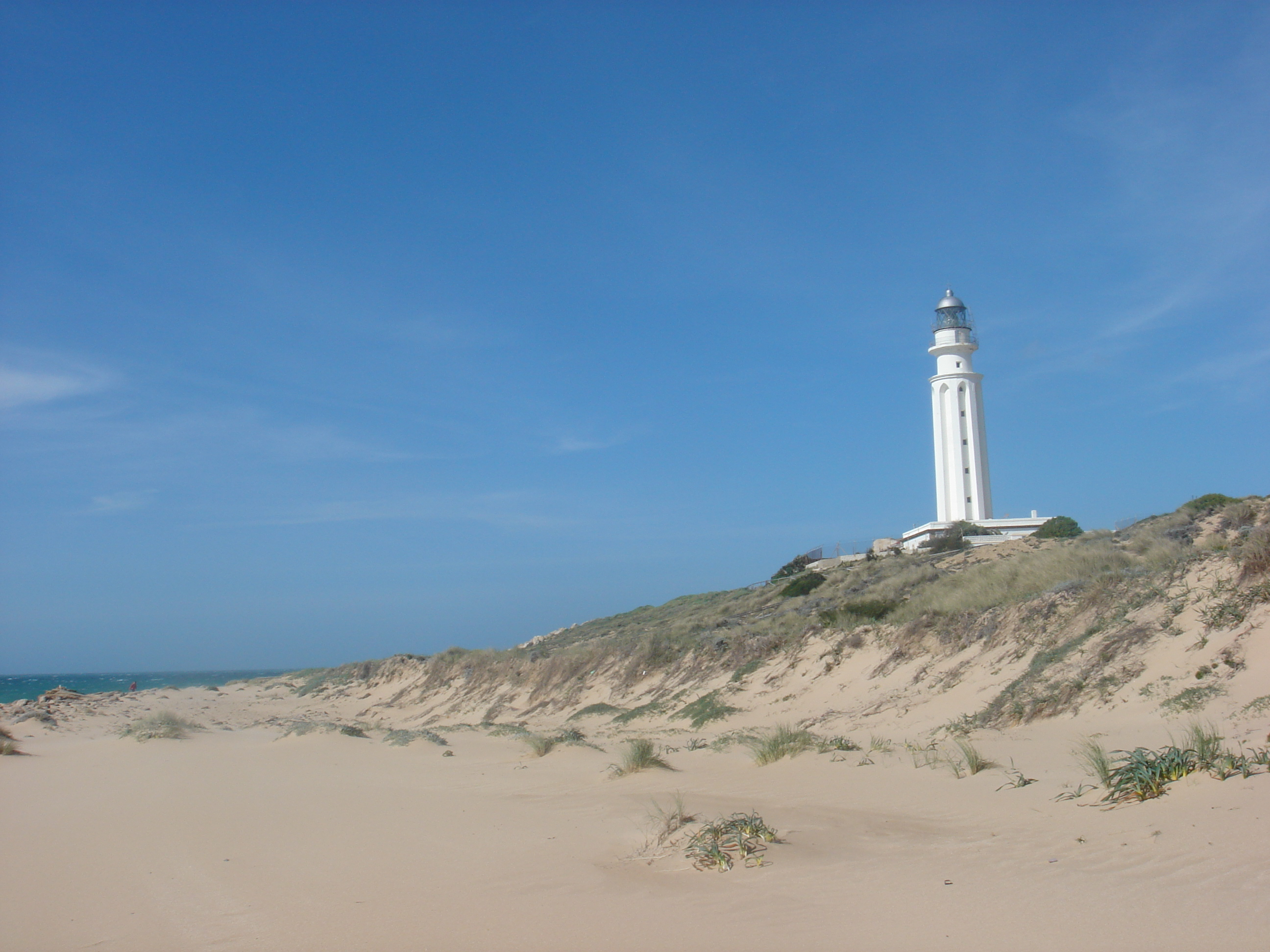
特拉法加角灯塔